# Едвард Сапир
Едвард Сапир (Лауенбург, 21. јануар 1884 - Њу Хејвен, 4. фебруар 1939) је био амерички антрополог и лингвиста, сматран за једним од најзначајнијих личности у развоју лингвистике у Сједињеним Америчким Државама.
Рођен у Померанији у Немачком царству, на територији која данас припада Пољској, емигирирао је у младости, са породицом, у Сједињене Америчке Државе. На Универзитету Колумбија је студирао германску лингвистику и открио дела немачко-америчког антрополога Франца Боуеза, што га је инспирисало да ради на америчким домородачким језицима. За време рада на свом докторату, Сапир је отишао у Калифорнију ради сарадње са Алфредом Кребером, где су забележавали домородачке језике тог подручја. Петнаест година је радио у Геолошкој комисији Канаде, где је био признат као један од најважнијих лигвиста Северне Америке. На Универзитету Чикагому је понуђено место професора, где је остао пар година, настављајући са својим радом у лингвистици. Пред крај свог живота, био је професор на Универзитету Јејл.
У својим истраживањима, Сапир је студирао међусобни утицај језика и културе. Имао је посебан фокус на лингивстичке разлике и разлике у погледу на свет разних култура. Тај менталитет је утицао на Сапировог студента, Бенџамина Лија Ворфа, да створи основни принцип лингвистичке релативности, такозвану Сапир-Ворф хипотезу. У антропологији, Сапир је био једна од првих личности који су увидели потребу психологије у антропологији.
Његово дело, Класификација домородачких језика Америке, је имало главну улогу у развијању концепта фонема. 
Пре Сапира, сматрало се немогућим да се примене методе дијахронијске лингвистике са домородачким народима, јер су се ови језици сматрали старијим и примивитнијим од индоевропских језика. Едвард Сапир је био први лингвиста који је доказао да се компаративна лингвистика може користити у проучавању домородачких језика.

## Детињство
Сапир је био рођен у породици Литванских јевреја, у Лембруку. Његов отац, Џејког Дејвид Сапир, је радио као хазан. Чланови породице нису били ортодоксни јевреји. Сапир породица није дуго живела у регији Помераније, такође, никад нису признали немачки као свој националитет. Едвард Сапиров први језик је био јидиш, затим енглески језик много касније. Породица Сапир се 1888. године преселила у Ливерпул, затим су се 1890. године преселили у Сједињене Америчке Државе. Прецизније, у Ричмонд, Вирџинија. Сапиров отац је имао потешкоће што се тиче задржавања посла у синагоги, због тога се породица преместила у доњој источној страни Њу Јорка. Сапирови родитељи су се развели 1910. године. Сапира је првенствено његова мајка, Ева Сегал Сапир, одгајала. Иако је његова мајка непрекидно говорила о потреби едукације и пуно пута покушавала да склони што даље од Јудаизма. Едвард Сапир је жељу за знањем и учењем добио од свог оца. Са 14 година живота, Сапир је освојио шкоралство у престижној Хорас Манн школи. 

## Колумбија
Сапир се уписао у универзитет Колумбије 1901. године. Универзитет Колумбије је био један од ретких престижних академија, где није постојао нумерус клаузус. Око 40% студената универзитета Колумбије су били Јевреји. Сапир је убрзо добио свој бачелор (1904.) и мастер (1905.) у германској филологији у Колумбији. Након тога је 1909. завршио свој докторат из антропологије.

## Универзитет
Док је студирао у универзитету Колумбије, Едвард Сапир је имао осврт на студирање језика. Студирао је латински, грчки и француски, ове језике је укупно осам семестара студирао. У својој првој години, Сапир је такође имао осврт и на германске језике. Тако да је завршио курсеве из готског, исландског, данског, швеђанског и друге. Преко професора германистике, Вилијама Карпентера, Сапир је открио методе компаративне лингвистике. У својој задњој години студирања, Сапир се уписао у курс под називом "Увод у Антропологију" код професора Ливингстона Фаранда. Такође је уписао семинар напредне антропологије које је предавао Франц Боас, што ће имати огроман утицај на његову каријеру.

## Утицај Франца Боаса на Едварда Сапира
Сапиру је било дозвољено да учествује на Боасовом семинару за Америчке језике, уз то је било укључено и превођење митова домородачких американаца и инуита, које је све сакупио Франц Боас. На овај начин се Едвард Сафир упознао са домородачким језицима док је радио на свом мастеру у германској лингвистици. Амерички етнолог Роберт Хари Лоуи је рекао да је Сапирова фасцинација са домородачких језицима изникла из Боасове тврдње, која се успротивила Сапировом мишљењу о сличности природне функције језика. Сапирова мастер теза из 1905. се односила на анализу Јохан Готфрида фон Хердера под насловом "Treatise on the Origin of Language". Едвардова теза је критиковала Хердерову анализу, зато што је садржавала Библијску хронологију, која није била довољно опширна да би се могло спровести разликоваје и класификација језика. Уз ову критику, Сапир је аргументирао да сваки језик има могућност за граматичку комплексност. Свој рад је завршио тако што је затражио да се "изврши детаљно проучавање свих постојећих језика, како би се могле одредити главне карактеристике језика". Његов став је у ствари сличан модерној пракси лингвистичке типологије.
Своје курсеве је завршио 1906. године. Своју задњу годину студирања је преусмерио на студирање антропологије, али је такође похађао семинаре примитивних култура које је предавао Фаранд, Етнологију код Боаса, Археологију и курсеве кинеског језика и културе код Бердхолда Лауера.  

## Теренски рад
Сапиров први теренски рад је био 1905. године, када је анализирао Васко-Вишрамски језик. Његов теренски рад је финансирао Биро америчке Етнологије. Његов теренски рад је надгледао Франц Боас. Сапир је овде сакупио велики број Вишрамских текстова, што је предао за штампу 1909 године. Лета 1906. године, радио је на Такелском и Шаста-коста језику. Сапиров рад на Такелским језицима је постала његова докторка дизертација, коју је он бранио 1908. године. Његова дизертација ће касније постати његова основа у другим радовима, поготово је имала јак утицај на Сапировој основи фонема.
Током 1907-1908 године је добио понуду позиције у Универзитету Калифорније (Беркли), Алфред Кроебер је овде водио пројекат да се запишу сви домородачки језици на подручју Калифорније. Кроебер је дао предлог Сапиру да проучава Јанански језик. Сапир је радио са пар људима. Прво је радио са Бети Браун, једна од преосталих говорника јананског језика. Затим је радио и са Сем Батвијем, који је причао једним дијалектом јананског. Сем Батви је био од посебног значаја, због свог знања о Јананској митологији. Сапир је овиме записао приметљиву лексичку и граматичку разлику између мушких и женских говорника јананског.
Заједнички рад Кроебера и Сапира није лако произишао. Пошто је постојао конфликт интереса између њих двоје. Сапир је имао у намери да прати своје интересе током истраживања, док је Кроебер морао да се држи одређених граница због административних притиска. Због овога, Сапир није био у могућности да заврши свој рад током године када им је и био задобијен задатак, а Кроебер му није могао опет понудити овакву позицију. Ово је на крају било веома разочаравајуће за обе партије. Сапир је свој рад о Јананским језицима тек дао за публикацију 1910. године.
Сапир након овога напушта Калифорнију, како би добио стипендију у Универзитету Пенсилваније. У универзитету је предавао Ентологију и Америчку лингвистику. У Пенсилванији је радио заједно са Франком Спеком, које такође био студент Франца Боаса. Лета 1909. године, истраживали су Катавба језик. Сапир је такође, током истог периода, отишао у америчку државу Јута са својим студентом Џон Алден Масоном. Њихова оригинална тендеција је била да истажују језик Хопи. Такође је студирао Јужни Паиту језик са Тонијем Тилохашом. Тилохаш је у свом говору имао јаку интонацију, ово је утицало на Сапира, који је спровео идеју да фонеме нису нека апстрактна мисао везане за језик, неко психолошка потреба говорника.
У Пенсилванији, Сапир је био под притиском да убрза свој рад него што је за њега било пријатно. Сапир је свој део под називом "Граматика Јужног Паиту језика" требао да проследи Францу Боасу како би се додало његовој књизи под називом "Књига Америчких индијских језика". Пошто Сапир није хтео да уруши квалитет свог рада, није стигао на време да доврши свој део, тако да је Боасова књига морала ићи на штампу без Сапировог дела. Боас је на крају помогао Сапиру да нађе постао, тако је Сапир на крају добио посао у Геолошкој комисији Канаде, њима је била идеја да Едвард Сапир спроведе институционализацију антропологије у Канади.

## У Отави
Од 1910 до 1925. године, Едвард Сапир је основао и управљао антрополошком дивизијом Геолошке комисије Канаде. У то време, он је био један од првих запослених антрополога у Канади. Он је за собом довео своју породицу у Отаву, такође је основао и своју породицу. Где се оженио са Флоренс Делсон, која је била Литванског јеврејског порекла. Ни породица Делсон, ни породица Сапир је била за овај брак. Обе породице су имали негативне ставове о другој. Породица Делсон, која потиче из престижног јеврејског центра Вилњуса, су сматрале породицом Сапир за сељаке. Такође нису ни мало били импресионирани са Сапировом каријером. Иако ово узмемо у обзир, њихов брак је био успешан и имали су троје деце.

## Канадска Геолошка комисија
Као управник антрополошке дивизије, Едвард Сапир је имао на уму да почне пројекат где би записао све домородачке језике на подручју Канаде. Његов први теренски рад је био на Ванкувер острву, где је истраживао Нутка језик. Осим Сапира, у дивизији су се налазила још два радника, то су Маријус Барбоу и Харлан И. Смит. Сапир је веровао да је лингвистичка дисциплина била јако потребна за етнографско истраживање. Наводно, нема смисла да се истражује домородачки фолклор без знања њиховог језика. Сви домородачки канађани су били познати под термином "први народи". Једини језици првих народа који су се тада познавали јесу Квакијутл, Цимшијан и Хаида. Сапир је користио стандард записивања Европских језика, као аргумент да је проучавање домородачких језика од великог значаја. Сапир је радио на томе да уведе антропологију као академски програм у престижним универзитетима, како би се ова дисциплина професионализовала.
Сапир је такође заједно са Спеком јавно подржавао покрет за боља људска права домородачких насеља. Такође је подржао покрет којим би се скинуо Канадски закон, који је забрањивао одржавање "Потлач" церемоније.

## Рад са Ишијем
Сапир се враћа у Калифорнију 1915. године. У ово време, због свог знања Јананског језика био је тражен. Кроебер је уступио у контакт са Ишијем, задњи преостали говорник Јахи дијалекта јананског језика. Била је потребна особа која је имала могућност да запише што више докумената могуће везано за овај језик. Иши, од малена, никад није имао контакт ни са Европљанима ни са Американцима. Такође, Иши је оболео од туберкулозе, тако да није било очекивано да ће дуго живети. Кроебер, чија је фамилија и усвојила Ишија, је веровао да је Сапир једина особа која би могла да комуницира на неки начин са Ишијем. Тако је Сапир дошао у Сан Франциско 1915. године. Прво је Сапир имао тешкоће да уопште нађе начин да комуницира са монолингвалном особом. Иши је ране 1916. године преминуо од туберкулозе, Сапир је свој рад са Ишијем описао на следећи начин: "I think I may safely say that my work with Ishi is by far the most time-consuming and nerve-racking that I have ever undertaken. Ishi's imperturbable good humor alone made the work possible, though it also at times added to my exasperation".

## Наставак даље
Први Светски рат је имао јако тешке последице на Геолошку комисију Канаде, финансирање антропологије је било знатно смањено, а академска сфера је постала све теснија. У ово време, Сапир је био преокупиран са тестирањем његове хипотезе спојености разних На-Дене језика, ефективно је постао теоретичар. Тешка времена су падала, Сапир се тада осећао одстрањен од својих Америчких колега. Сапир домаћинство је једва функционисало, водећа личност ове домовине је била Ева Сапир, која се нија баш пуно слагала са Флоренсом, Сапировом женом, чије се здравље постепено нарушавало због апцеса плућа. Флоренс је на крају преминула 1924. године од инфекције која је добила након једне операције.   
Пре него што је напустио Канаду. Едвард Сапир је имао аферу са Маргарет Мид. Ова афера је јако кратко трајала, узимајући у обзир да су Сапирове конзервативне идеје о браку и положају жена у браку нису најбоље пристајале Маргаретиним идејама.   

## Период у Чикагу
Селидба у Чикаго је имало позитиван утицај на Сапирово размишљање и личност. Опет је предавао, имао друштвене односе са другим интелектуалним особама и учествовао је у клубовима. Први студент који је дипломирао код њега се звао Ли Фанг-Куеи. Ева Сапир је и до тада била управљава домаћинством породице Сапир, све док се Сапир није поново оженио 1926. године. Сапирова друга жена, Викторија МекКленаган, је упознала Едварда када је била студенткиња у Отави. У то време је она радила у омладинском истаживачком одељку универзитета Чикага. Њихов син, Паул Едвард Сапир је био рођен 1928. године. Њихов други син, Давид Сапирсе бавио лингвистиком и антропологијом Западно Афричких језика.

## Период на Јејлу
Сапир је предавао у Универзитету Јелј од 1931. па све до његове смрти 1939. године. Водио је одељак за Антропологију. Био је позван у универзитету Јелј да формира нови програм који би спојио антропологију, лингвистику и психологију. Циљ је био да се истражи утицај културе на личност човека. Овде је било успротивљења од стране одељка за Социологију, која је функционисала и радила на основи "Еволуционарне социологије" коју је креирао Вилијам Самнер. Такође је било и успротивљења од стране два антрополога, Кларка Вислера и Џорџа Мурдока. Сапир је био један од четири особља универзитета који су били јевреји, а да му је био одбијен приступ клуба где су разматрали академски бизнис.
Студенти који су дипломирали код Сапира су били: Морис Свадеш, Бенџамин Ворф, Мери Хаас, Чарлс Хокет и Хари Хоиер. Већина ових студената је Сапир лично довео из Чикага. Године 1936. Сапир је имао расправу са Институтом за људске односе, због истраживања од стране антрополога Хортенс Паудермејкер. Хортнес је дала предлог да се студирају црначка друштва која су се налазила у Индианоли, Мисисипи. Сапир је дао препоруку да се њено истаживање финансира уместо социолошког рада Џона Доларда. На крају је Сапир избугио ову расправу, а Хортенс је морала напустити Јејл. 
Током лета 1937. године, када је Сапир предавао у лингвистичком институту Лингвистичког друштва Америке, почео је имати срчана проблема, за шта је добио диагнозу неколико година раније. Затим је следеће године, 1938., Сапир је морао напустити Јејл. У његовом месту је Бенџамин Ворф одржавао предавања, а Џорџ Мурдок је саветовао његове студенте. Након сапирове смрти 1939. године, Мурдок је водио одељак за антропологију. Такође је и уназадио сав прогрес који је Сапир направио ради интегрисања антропологије, психологије и лингвистике.

## Биографије
- Darnell, Regna (1989). Edward Sapir: linguist, anthropologist, humanist. Berkeley: University of California Press. ISBN 978-0-520-06678-6.
- Sapir, Edward; Bright, William (1992). Southern Paiute and Ute: linguistics and ethnography. Berlin: Walter de Gruyter. ISBN 978-3-11-013543-5.